# Menace (filme estadunidense de 1934)
Menace (Ameaça (título em Portugal) ) é um filme estadunidense de 1934, do gênero suspense, dirigido por Ralph Murphy e estrelado por Gertrude Michael e Paul Cavanagh. Ray Milland, creditado como Raymond Milland, aparece nos minutos iniciais, porém seu personagem logo morre. O roteiro é baseado em história de Philip MacDonald, autor de várias novelas de mistério.

## Sinopse
Um desequilibrado mental escapa do manicômio e envia mensagens ameaçadoras aos amigos Helen, Leonard e Norman, a quem culpa pela morte do irmão, Freddie. Ninguém conhece seu rosto, daí que ele pode ser qualquer um dos convidados à festa na casa de Helen.

## Elenco
| Ator/Atriz        | Personagem            |
| ----------------- | --------------------- |
| Gertrude Michael  | Helen Chalmers        |
| Paul Cavanagh     | Coronel Leonard Crecy |
| Henrietta Crosman | Sybil Thornton        |
| John Lodge        | Ronald Cavendish      |
| Ray Milland       | Freddie Bastion       |
| Berton Churchill  | Norman Bellamy        |